# Albaner

Albaner (albanska: Shqiptarët [ʃcipˈtaɾət]) är en folkgrupp med albanska som modersmål, som är ett indoeuropeiskt språk, med sitt ursprungliga område på västra Balkanhalvön. De bor framför allt i Albanien, Kosovo och Nordmakedonien samt på mindre områden i Serbien, Grekland och Montenegro, liksom stora delar av Nordamerika och Västeuropa. Ordet alban används även för att referera till medborgare i Albanien. Albaner i Albanien och i grannländer som Kosovo, tillhör samma etniska grupp. De anser sig själva vara ättlingar till antikens illyrer, men det finns dock ingen konsensus om deras ursprung.

## Beteckning
Albanerna kallar sig själva shqiptar, sitt språk shqip och  sitt land Shqipëri. En majoritet av albanerna är muslimer (huvudsakligen sunni) och resten kristna (katoliker och ortodoxa). Albanerna är uppdelade i två huvudgrupper: geger i norr och tosker i söder. Etnisk albanska grupper går under olika namn på grund av historiska, geografiska eller andra skäl. En rad med exempel är: kosovarë (i Kosovo), malësorë (i Montenegro), arbëreshë (i Italien), arvanitë (i Grekland) och çamë (i nordvästra Grekland), och andra.

## Utbredning
Cirka 2,8 miljoner invånare bor i Albanien. De flesta invånare i Kosovo är albaner (1,5 miljoner personer). En albansk minoritet på cirka 70 000 personer lever i södra Serbien, i ett område som i folkmun kallas ”Östkosovo”. Ungefär en fjärdedel av Makedoniens två miljoner invånare är albaner (0,5 miljon personer). Omkring 5 procent av Montenegros befolkning är albaner (0,1 miljon personer). Albaner utgör cirka en tiondel av Greklands befolkning (1 miljon personer). Antalet kosovoalbaner i diaspora (i Nordamerika och Västeuropa) är cirka 0,5 miljon personer. Antalet albaner från Makedonien i diaspora är cirka 0,1 miljon personer. En stor albansk befolkning finns i Turkiet, uppskattningsvis mellan 0,5 och 5 miljoner personer, men är assimilerad i majoritetsbefolkningen. Vidare finns det 500 år gamla albanska bosättningar i södra Italien och i Grekland samt några byar i övriga länder på Balkanhalvön.

## Ursprung
Dagens albaner är av paleo-balkanskt ursprung, det vill säga som har sedan förhistorisk tid bebott Balkanhalvön, troligen härstammande från en illyrisk folkstam, vid namn albanoier, under antiken.
Albanerna framträdde på den europeiska scenen för första gången i början av högmedeltiden. Under det osmanska riket levde alla albaner i de fyra vilajeter som tillsammans utgjorde det geografiska begreppet Albanien. Under den osmanska tiden spred islam sig över stora delar i Albanien. Dagens Albanien med övriga Balkanländer växte fram ur spillrorna av det osmanska riket.

## Språk
Albanska utgör en egen gren av den indoeuropeiska språkfamiljen och består av två huvuddialekter: gegiska och toskiska. I det albanska språket används en variant av det latinska alfabetet. Albanska är officiellt språk i Albanien, Kosovo och Nordmakedonien och i några kommuner i Serbien och Montenegro.

## Kända albaner

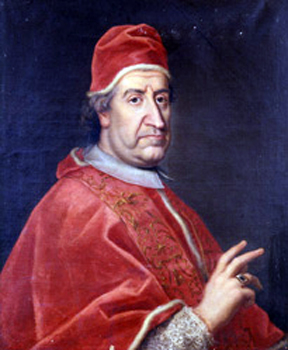
Påven Clemens XI, 1649–1721, var av albanskt ursprung.

Några talangfulla sångerskor av albanskt ursprung är Ava Max (född 1994), Bebe Rexha (född 1989), Dua Lipa (född 1995) och Rita Ora (född 1990). Bland kända skådespelare i den albanska förskingringen i USA kan nämnas Eliza Dushku (född 1980) och Jim Belushi (född 1954), den senare blev medborgare i Albanien 2009. Även Dua Lipa har fått albanskt medborgarskap vid en ceremoni på nationaldagen 2022.
Några av de internationellt mest kända albanerna är frihetshjälten Skanderbeg, adelsmannen Ali Pascha, kung Zog I av Albanien, kommunistledaren Enver Hoxha och hans vän, författaren Ismail Kadare.
Några andra kända albaner är kosovoledaren Ibrahim Rugova (mottagare av Sacharovpriset 1998) och den romersk-katolska nunnan Moder Teresa (mottagare av Nobels fredspris 1979).